# 鉄の化合物の一覧
鉄の化合物の一覧（てつのかごうぶつのいちらん）は、鉄の化合物の一覧。

## 二元化合物
- 臭化鉄(II) (FeBr2)
- 臭化鉄(III) (FeBr3)
- 一炭化三鉄 (Fe3C)
- 塩化鉄(II) (FeCl2)
- 塩化鉄(III) (FeCl3)
- フッ化鉄(II)（英語版） (FeF2)
- フッ化鉄(III)（英語版） (FeF3)
- 水素化鉄(II) (FeH2)
- 水素化鉄(III)（英語版） (FeH3)
- ヨウ化鉄(II) (FeI2)
- ヨウ化鉄(III) (FeI3)
- 窒化鉄(III) (FeN)
- 一窒化三鉄 (Fe3N)
- 窒化鉄(II) (Fe3N2)
- アジ化鉄(II) (Fe(N3)2)
- 酸化鉄(II) (FeO)
- 酸化鉄(III) (Fe2O3)
- 四酸化三鉄 (Fe3O4)
- 硫化鉄(II) (FeS)
- 二硫化鉄(II) (FeS2)
  - 黄鉄鉱
  - 白鉄鉱
- 硫化鉄(III) (Fe2S3)
- 四硫化三鉄（英語版） (Fe3S4)
- セレン化鉄(II)（英語版） (FeSe)
- セレン化鉄(III) (Fe2Se3)
- 二ケイ化鉄 (FeSi2)

## 三元化合物
- フェロセン (Fe(C5H5)2)
- 塩素酸鉄(III) (Fe(ClO3)3)
- 過塩素酸鉄(II) (Fe(ClO4)2)
- 過塩素酸鉄(III) (Fe(ClO4)3)
- シアン化鉄(II) (Fe(CN)2)
- シアン化鉄(III) (Fe(CN)3)
- 炭酸鉄(II) (FeCO3)
- ペンタカルボニル鉄 (Fe(CO)5)
- シュウ酸鉄(II) (FeC2O4)
- 炭酸鉄(III) (Fe2(CO3)3)
- ノナカルボニル二鉄 (Fe2(CO)9)
- シュウ酸鉄(III) (Fe2(C2O4)3)
- ドデカカルボニル三鉄（英語版） (Fe3(CO)12)
- クロム酸鉄(III) (Fe2(CrO4)3)
- 二クロム酸鉄(III) (Fe2(Cr2O7)3)
- オルト過ヨウ素酸鉄(II) (Fe5(IO6)2)
- マンガン酸鉄(II) (FeMnO4)
- モリブデン酸鉄(II)（英語版） (FeMoO4)
- 硝酸鉄(II) (Fe(NO3)2)
- 硝酸鉄(III) (Fe(NO3)3)
- 水酸化鉄(II) (Fe(OH)2)
- 水酸化鉄(III) (Fe(OH)3)
- 水酸化酸化鉄(III) (FeO(OH))
- リン酸鉄(III) (FePO4)
- リン酸鉄(II) (Fe3(PO4)2)
- セレン酸鉄(II)（英語版） (FeSeO4)
- 亜硫酸鉄(II) (FeSO3)
- 硫酸鉄(II) (FeSO4)
- 硫酸鉄(III) (Fe2(SO4)3)
- 鉄酸 (H2FeO4)
- 鉄酸バリウム (BaFeO4)
- 鉄酸カリウム（英語版） (K2FeO4)
- ヨウ素酸鉄(II) (Fe(IO3)2)
- ヨウ素酸鉄(III) (Fe(IO3)3)
- タングステン酸鉄(II) (FeWO4)

## 四元・五元化合物
- テトラフルオロホウ酸フェロセニウム（英語版） ([Fe(C5H5)2]BF4)
- 酢酸鉄(II) (Fe(CH3COO)2)
- 酢酸鉄(III) (Fe(CH3COO)3)
- ギ酸鉄(II) (Fe(HCOO)2)
- シアン酸鉄(II) (Fe(OCN)2)
- チオシアン酸鉄(II) (Fe(SCN)2)
- チオシアン酸鉄(III) (Fe(SCN)3)
- ヘキサシアニド鉄(III)酸 (H3[Fe(CN)6])
- ヘキサシアニド鉄(II)酸 (H4[Fe(CN)6])
- 硫酸アンモニウム鉄(II) ((NH4)2Fe(SO4)2)